# Thaumetopoeinae
Sous-famille
Synonymes
- sous-famille Cnethocampinae[1]
- famille Thaumetopoeidae[1]

Les Thaumetopoeinae sont une sous-famille de lépidoptères de la famille des Notodontidae. Elle regroupe des papillons de nuit parmi lesquels figurent les espèces de chenilles processionnaires. Elle a parfois été considérée comme une famille à part entière, sous le nom de Thaumetopoeidae.

## Liste des genres
Selon BioLib (27 mai 2016) :
- genre Adrallia Walker, 1865
- genre Aglaosoma Scott, 1864
- genre Anaphe Walker, 1855
- genre Axiocleta Turner, 1911
- genre Coenostegia
- genre Cynosarga Walker, 1865
- genre Epanaphe
- genre Epicoma Hübner, 1819
- genre Gazalina
- genre Hypsoides
- genre Mesodrepta Turner, 1924
- genre Nesanaphe
- genre Ochrogaster Herrich-Schäffer, 1855
- genre Oligoclona
- genre Paradrallia
- genre Pseudohypsoides
- genre Tanystola Turner, 1922
- genre Tearina
- genre Thaumetopoea Hübner, 1820
- genre Trichiocercus Stephens, 1835

Selon NCBI (27 mai 2016) :
- genre Aglaosoma
- genre Anaphe
- genre Axiocleta
- genre Cynosarga
- genre Epanaphe
- genre Epicoma
- genre Mesodrepta
- genre Ochrogaster
- genre Tanystola
- genre Thaumetopoea
- genre Trichiocercus

## Genres présents en Europe
- Helianthocampa de Freina & Witt 1985
- Thaumetopoea Hübner 1820
- Traumatocampa Wallengreen 1871